# Андерссон, Нильс (футболист)
Нильс Адольф Андерссон (швед. Nils Adolf Andersson; Пустой шаблон {{ВД-Преамбула}} ) — шведский футболист, защитник. Выступал за национальную сборную Швеции. Участник Олимпийских игр 1908 года.

## Биография
В 1904 году начал выступать за только созданный клуб «Гётеборг», став частью его первого состава. Провёл 73 матча в составе клуба и дважды становился чемпионом Швеции. Помимо игры в футбол занимал в клубе ряд административных должностей.
В 1908 году был выбран отборочной комиссией национальной сборной Швеции по футболу в состав на первый матч сборной. В этом матче, состоявшемся 12 июля, Швеция разгромила сборную Норвегии со счётом 11:3.
В октябре 1908 года участвовал в Олимпийских играх 1908 года. На турнире принял участие в матче Нидерландами (0:2).
В 1911 году переехал в Лос-Анджелес, где организовал футбольный клуб, состоящий из шведских мигрантов.
Умер в Лос-Анджелесе 15 августа 1947 года.

## Вне футбола
Помимо футбола занимался лёгкой атлетикой, бегом по пересеченной местности и входил в первую команду «Гётеборга» по хоккею с мячом.

## Достижения
Гётеборг
- Чемпион Швеции: 1908, 1910